# Guy Cogeval
Guy Cogeval est un historien de l’art et conservateur général du Patrimoine, né le 13 octobre 1955 à Paris.
Président de l’Établissement public du musée d'Orsay et du musée de l'Orangerie de 2008 à 2017, spécialiste de l'art du XIXe siècle, notamment des nabis et en particulier d’Édouard Vuillard, il est directeur du Centre d'études des nabis et du symbolisme.

## Biographie

### Famille et études
Guy Cogeval est le fils de Georges Cogeval, agent immobilier, et de Rosalba Mino, traductrice italienne.
Après avoir passé les cinq premières années de sa vie en Italie, Guy Cogeval grandit dans le 9e arrondissement de Paris. Il intègre l'Institut d'études politiques de Paris, dont il est diplômé en 1977 (section Service public). 
Il devient professeur de sciences économiques au lycée Rocroy-Saint-Léon à Paris (1977-1982), mais continue ses études avec des formations en histoire et histoire de l'art à la Sorbonne (université Paris IV-Sorbonne) et à l'Ecole du Louvre. Il obtient son DEA en histoire de l'art en 1982, avant d'être accueilli comme pensionnaire à l'Académie de France à Rome (villa Médicis) en tant qu'historien de l'art (1982-1984). Il est reçu major au concours de conservateur en 1985.
Guy Cogeval est un historien de l'art émérite, reconnu comme étant le spécialiste des nabis et en particulier d’Édouard Vuillard. Il est le coauteur avec Antoine Salomon et Mathias Chivot du Catalogue critique des peintures et pastels d’Édouard Vuillard ; il est commissaire de la grande rétrospective consacrée au peintre, présentée en 2003 aux Galeries nationales du Grand Palais à Paris.
Homosexuel affirmé, Guy Cogeval est une figure de la communauté gay ayant perdu nombre de ses amis durant les années sida. En octobre 2013, il se marie avec son compagnon.

### Débuts de carrière (1985-1992)
Guy Cogeval commence sa carrière comme stagiaire responsable de la section « cinéma » au musée d’Orsay (1985-1986), puis comme conservateur adjoint de Philippe Durey au musée des Beaux-Arts de Lyon (1987-1988), où il est notamment commissaire de Triomphe et mort du héros, exposition sur la peinture d'histoire en Europe.
Il rejoint le musée du Louvre, où il devient sous-directeur des services culturels (1988-1992]), chargé des conférences et des colloques, tout en enseignant l'art du XIXe siècle à l’École du Louvre (1988-1998).

### Direction du musée des monuments français (1992-1998)
Guy Cogeval est nommé directeur du musée national des monuments français à Paris (1992]-1998). Il intensifie la politique d'exposition et fait doubler la fréquentation du musée.
L'une de ses principales expositions Architecture de la Renaissance italienne, de Brunelleschi à Michel-Ange, est également présentée au Palazzo Grassi de Venise, à la National Gallery of art de Washington et à l'Altes Museum de Berlin.
Son projet de création du Centre national du Patrimoine, développé en 1995], préfigure la création de la Cité de l'architecture et du patrimoine de Chaillot en 1997, avec le soutien du ministère de la Culture.

### Direction générale du Musée des beaux-arts de Montréal (1998-2006)
Guy Cogeval part au Québec pour prendre la tête du Musée des beaux-arts de Montréal (1998-2006). Il est un des rares conservateurs français à avoir dirigé un grand musée étranger. Membre du Groupe Bizot depuis 1999, réunissant les directeurs des plus grands musées du monde, il devient également conseiller auprès de la Réunion des musées nationaux (RMN) où il assure la programmation des Galeries nationales du Grand Palais (2004-2006).
Il monte de nombreuses expositions dont Hitchcock et l'art, Picasso érotique, Vuillard et Le Paysage en Provence. Il est à l'origine de trois expositions majeures en France : Il était une fois Walt Disney au Grand Palais, Maurice Denis au musée d'Orsay et Riopelle à Marseille. À la tête du Musée des beaux-arts, Guy Cogeval parvient à augmenter le nombre des Amis du musée de 28 000 en 1998, à 45 000 en 2006 ; et acquérir plus de dix mille œuvres.
Guy Cogeval annonce sa démission le 10 novembre 2006, quelques mois avant l'échéance de son mandat. Il rentre en France à la fin de l'année 2006, devient pensionnaire à l'INHA et est remplacé à la tête du Musée des beaux-arts de Montréal par Nathalie Bondil, son ancienne adjointe et conservatrice en chef.

### Présidence de l’Établissement public des musées d'Orsay et de l'Orangerie (2008-2017)
Le 28 janvier 2008, Guy Cogeval est nommé président de l’Établissement public du musée d'Orsay, par décret présidentiel sur proposition de Christine Albanel, à compter du 7 mars 2008, succédant ainsi à Serge Lemoine pour une durée de trois ans renouvelables. Il est nommé membre du conseil artistique des musées nationaux en avril, et en juin de la même année il est également nommé conservateur général du Patrimoine.
La nomination d'un conservateur à la tête du musée rassure le monde de l'art, qui craignait une nomination politique. Présenté comme « flamboyant », il entend ouvrir le musée à des disciplines peu représentées jusqu'alors comme l'opéra, le théâtre ou le cinéma.
Le 1er juin 2010 est créé l’Établissement public des musées d'Orsay et de l'Orangerie, comprenant également le musée Hébert, dont Guy Cogeval est nommé Président. À ce titre, son mandat est prolongé jusqu'au 15 mars 2013, date à laquelle il est reconduit à la tête de l’Établissement public pour trois nouvelles années sur proposition du ministère de la Culture et de la Communication. Il est de nouveau prolongé en mars 2016 pour une seule année puisqu'il prend en 2017 la tête d'un centre d'étude sur les nabis.
Ayant survécu à un cancer au début des années 2000 et un AVC en 2014, Guy Cogeval s'estime être un survivant.

## Grands axes de la présidence des musées d'Orsay et de l'Orangerie
Les avis sur son travail sont présentés comme contrastés.
Il est reconnu que la présidence de Guy Cogeval a insufflé une nouvelle dynamique de rayonnement au musée d'Orsay, grâce notamment à la rénovation en profondeur du musée, menée à bien sous son impulsion, à la programmation d'expositions temporaires ayant rencontré un large succès critique et public à Paris, en France et à l'étranger, à la mise à disposition du contenu scientifique sur les réseaux sociaux et internet des Musées, et au développement d'activités musicales, théâtrales et cinématographiques à l'auditorium du Musée d'Orsay.
Son bilan en matière de gestion financière comme sa politique énergique d'acquisitions font également l'objet de jugements positifs.
D'autres aspects de la gestion de Guy Cogeval ont fait l'objet de critiques : une gestion vigoureuse des ressources humaines et une programmation faisant parfois l'objet d'improvisation, pouvant aboutir à une préparation précipitée de certaines expositions.
Le Canard enchaîné a publié un article en novembre 2013 faisant le lien entre une soirée privée organisée au musée d'Orsay et le mariage homosexuel de Guy Cogeval. Relayée par Libération, cette information a donné lieu à un droit de réponse de Guy Cogeval qui réfute ces allégations.

### Grands travaux de réaménagements et de rénovations: le nouvel Orsay
Dès son arrivée à la tête du musée d'Orsay, Guy Cogeval a entrepris une politique de grands travaux qui a conduit à la rénovation et au réaménagement de plus de 80 % du musée.
Entamé en 2008, ce programme de travaux qui comprend notamment la création du pavillon Amont, dévolu aux Arts décoratifs, la transformation de la Galerie impressionniste par l'architecte Jean-Michel Wilmotte (prolongée par une salle d'exposition temporaire), la rénovation du Café de l'Horloge par les frères Campana, la mise sous verre d'une grande partie des tableaux et le ré-accrochage de la quasi-totalité des collections entre 2009 et 2011 pour aboutir à la naissance du nouvel Orsay, ouvert en octobre 2011. Cette réouverture du musée s'est accompagnée d'une grande campagne de communication intitulée « Nous avons revu Orsay, tout est à revoir ».
Les travaux se sont poursuivis par exemple avec la rénovation des salles situées au rez-de-chaussée du musée d'Orsay, désormais appelées salles Luxembourg, effectuée entre 2011 et 2014.

### Politique d'acquisition et de valorisation des fonds
Le musée d'Orsay a acquis plus de 6 000 œuvres nouvelles depuis 2008, dans toutes les catégories (peintures, pastels, architecture, sculptures et médailles, objets d'art et photographies). Ces acquisitions ont notamment renforcé les collections d'art étranger, comblant ainsi certaines lacunes. Plusieurs pièces emblématiques de l’Art décoratif italien de 1900 ont pu être acquises comme Les mille et une Nuits de Vittorio Zecchin. Le musée a acquis de nombreuses pièces de mobiliers et d’objets d’art, témoins de la transition de l’Art nouveau vers l’Art déco. Dans le domaine de la peinture, Guy Cogeval a complété la collection des œuvres d'artistes nabis, avec des œuvres de Paul-Élie Ranson (La Sorcière au chat), Maurice Denis (Dame au jardin clos, Yvonne Lerolle en trois aspects), Édouard Vuillard et Pierre Bonnard (Danseuses).
Le musée d'Orsay a bénéficié de la donation anonyme sous réserve d’usufruit d’un ensemble de 25 tableaux de Vuillard, 25 tableaux de Bonnard et d’une centaine de dessins de ces deux artistes, cette donation du collectionneur Jean-Pierre Marcie-Rivière, annoncée en janvier 2011, a été réalisée lors du décès du donateur le 6 janvier 2016. Celle-ci est constituée d'un ensemble de 141 œuvres de Bonnard et de Vuillard.
C'est par la dation en paiement de droits que l’Établissement public des musées d'Orsay et de l'Orangerie a acquis cinq toiles du peintre William Bouguereau, une toile tardive de Paul Cézanne (Paysan assis), un paysage des débuts d'Auguste Renoir (Le Poirier d’Angleterre) et, en 2016, L'Autoportrait octogonal de Vuillard.
Grâce à la persévérance de Guy Cogeval qui connaissait le couple américain depuis 2001, Marlene et Spencer Hays fait un don exceptionnel au musée d'Orsay, estimé à 173 millions d'euros. Cette donation est annoncée le samedi 20 octobre à l'Élysée par le président de la République François Hollande. Il s'agit des œuvres qui avaient été exposées en 2013 au musée d'Orsay dans le cadre de l'exposition Une passion française. Ce sont ainsi 187 œuvres (peintures, papiers, sculptures) qui entreront dans les collections à la mort des deux donateurs : 23 Vuillard, 12 Bonnard, 4 Maurice Denis. Outre les nabis, il y a aussi des œuvres d'Odilon Redon, Edgar Degas, Gustave Caillebotte, Camille Corot, Aristide Maillol, Amedeo Modigliani, Albert Marquet, entre autres.

### Politique d'expositions
À la présidence des musées d'Orsay et de l'Orangerie, Guy Cogeval fait le choix de multiplier l'offre d'expositions temporaires, en alternant expositions monographiques et expositions thématiques originales et souvent audacieuses.
Si cette originalité dans le choix des expositions était déjà présente chez Guy Cogeval lorsqu'il était directeur du Musée des beaux-arts de Montréal, elle a été réaffirmée en 2013 lorsqu'il s'est dit confronté au conservatisme à Montréal, rendant impossible la programmation d'une exposition sur le nu masculin. Ces déclarations ont été contestées par le musée, qui a affirmé que Guy Cogeval n'avait jamais évoqué ce sujet et a rappelé que des œuvres érotiques sont régulièrement présentées au musée.
Cette politique d'exposition contribue au renouvellement des publics et au rayonnement de l'institution. Les grandes expositions temporaires des Musées d'Orsay et de l'Orangerie ont permis d'augmenter le nombre de visiteurs.

### Augmentation de la fréquentation
La fréquentation au musée d'Orsay a connu une progression notable sous la présidence de Guy Cogeval, passant de 3 millions de visiteurs en 2008 à environ 3,5 millions de visiteurs en 2014 et notamment 1,7 million de visiteurs pour les expositions temporaires. Cette hausse de la fréquentation a également marqué le musée de l'Orangerie passant ainsi de 690 000 visiteurs en 2010 à plus de 800 000 visiteurs en 2014. Cette fréquentation reste stable en 2015.

### Politique territoriale et rayonnement à l'étranger
Membre du groupe Bizot depuis 1999, qui réunit les directeurs des plus grands musées du monde, et fondateur en 2008 du « club 19 » regroupant les principaux directeurs de musées de région possédant une grande collection du XIXe siècle, Guy Cogeval s'est attaché à renforcer et privilégier des partenariats avec des musées régionaux français. Guy Cogeval a ainsi développé un partenariat avec le musée des impressionnismes Giverny, le musée Bonnard du Cannet, le palais Longchamp à Marseille et le musée Courbet d'Ornans.
Cette politique d'expositions se poursuit au-delà des frontières. Guy Cogeval a ainsi multiplié le nombre d'expositions présentées par le musée d'Orsay à l'étranger notamment au Brésil, en Corée, à Singapour, au Mexique. Cette politique accroit le rayonnement culturel de la France à l'international. Elle permet aussi de faire sortir certaines œuvres des réserves et de les restaurer afin de les présenter dans un musée étranger comme ce fut le cas de l'exposition Courbet, Millet et le naturalisme français, présentée au Shanghaï Art Museum. Ces expositions ont reçu 1,5 million de visiteurs en 2014.
Certaines pratiques d'exposition et de prêt d’œuvres à l'étranger font l'objet de critiques, notamment en ce qui concerne les œuvres dont l'état rend le déplacement délicat. Ce débat au sujet du prêt d’œuvres qui met en jeu la question du rayonnement de l'art et de la marchandisation en vue de sauvegarder le patrimoine, par l'accroissement des ressources propres, touche actuellement la plupart des grands musées français. Guy Cogeval affirme cependant prendre toutes les précautions nécessaires en ce qui concerne le déplacement des œuvres, et sa politique de valorisation de ses collections a été citée en exemple par un rapport de l'inspection générale des finances.

### Développement des ressources propres et du mécénat
Sous la présidence de Guy Cogeval, l’Établissement public des musées d'Orsay et de l'Orangerie a vu son degré d'autofinancement progresser fortement, les ressources propres passant de 24 millions d'euros soit 56 % du financement total en 2008 à 39 millions d'euros soit 66 % du financement total en 2014. Le mécénat s'est diversifié, notamment de par la mise en place de structures spécifiques comme the American Friends of the Musée d'Orsay en 2009, le Cercle des Femmes mécènes en 2013 et le Cercle italien des mécènes.

## Expositions

### Commissariat d'expositions
- Debussy e il simbolismo (Rome, villa Medicis, 1984)
- Triomphe et mort du héros : la peinture d'histoire en Europe de Rubens à Manet (Lyon, musée des Beaux-Arts, 1988)
- Architecture de la Renaissance italienne, de Brunelleschi à Michel-Ange (Venise, Palazzo Grassi – Washington, National Gallery of art – Paris, Musée des monuments français – Berlin, Altes Museum – 1994-1996)
- Triomphe du Baroque : l'architecture en Europe, 1600-1750 (Turin, Palazzina di Caccia di Stupinigi - Montréal, Musée des beaux-arts de Montréal - Marseille, musée des Beaux-Arts – 1999-2001)
- Hitchcock et l'art (Montréal, Musée des beaux-arts – Paris, Centre Pompidou - 2001)
- Picasso érotique (Paris, RMN-Grand Palais - Montréal, Musée des beaux-arts de Montréal – Barcelone, Musée Picasso - 2001)
- Édouard Vuillard, maître du post-impressionnisme (Montréal, Musée des beaux-arts de Montréal, 2003)
- Jean Cocteau (Paris, Centre Georges Pompidou, 2003 – Montréal, Musée des beaux-arts de Montréal, 2004)
- Sous le soleil exactement. Le paysage en Provence, du classicisme à la modernité (Montréal, Musée des beaux-arts de Montréal, 2004 - Marseille, La Vieille charité, 2005)
- Design et Avant-Garde en Italie, Montréal (Montréal, Musée des beaux-arts de Montréal, 2006 - Rovereto, MART, 2007)
- Girodet, le rebelle romantique (Montréal, musée des Beaux-Arts, 2006)
- Maurice Denis. Le paradis terrestre (Paris, musée d'Orsay, 2006 - Montréal, musée des Beaux-Arts, 2007)
- Il était une fois Walt Disney, aux sources de l'art des studios Disney (Paris, Grand Palais, 2006 - Montréal, Musée des beaux-arts de Montréal, 2007)
- Le Mystère et l’éclat. Pastels du musée d’Orsay. (Paris, musée d’Orsay, 2008)
- Voir l'Italie et mourir : photographie et peinture dans l'Italie du XIXe siècle (Paris, musée d'Orsay, 2009)
- De la scène au tableau (Marseille, musée Cantini, 2009 - Rovereto, MART, 2010)
- Au-delà de l’impressionnisme, chefs-d’œuvre du musée d’Orsay (Tokyo, National Art Center – San Francisco, Fine Arts Museums – 2009-2011)
- Naissance de l’impressionnisme, chefs-d’œuvre du musée d’Orsay (Madrid, Fondation MAPFRE - San Francisco, Fine Arts Museums of San Francisc - Nashville, First Center for Visual Arts - 2007)
- Claude Monet 1840-1926 (Paris, Grand Palais, 2010-2011)
- Gustav Mahler, (Paris, musée d’Orsay, 2011)
- Gino Severini (1883 – 1966), futuriste et néoclassique (Paris, musée de l’Orangerie – Rovereto, MART – 2011)
- Rêve et réalité (Séoul, National Art Center – Singapour, National Museum of Singapore – 2011-2012)
- Beauté, morale et volupté dans l’Angleterre d’Oscar Wilde (Londres, Victoria & Albert Museum – Paris, musée d’Orsay – San Francisco, Fine Arts Museum – 2011-2012)
- Odilon Redon : chefs-d’œuvre du musée d’Orsay (Madrid, Fondation MAPFRE, 2011)
- Akseli Gallen Kallela, une passion finlandaise (1865-1931) (Helsinki, City Art Museum – Paris, musée d’Orsay - Düsseldorf, Museum Kunstpalast – 2011)
- Debussy, la musique et les arts (Paris, musée de l’Orangerie – Tokyo, BridgestoneMuseum – 2012)
- L’Impressionnisme et la mode (Paris, musée d’Orsay – New York, Metropolitan museum of Art – Chicago, Art Institute – 2012-2013)
- Misia, reine de Paris (Paris, musée d’Orsay, 2012)
- Impressionnisme : Paris et la modernité (Sao Paulo, Banco do Brazil – Rio de Janeiro, Banco do Brazil – 2012)
- L’Ange du Bizarre. Le romantisme noir de Goya à Max Ernst (Francfort, Städel Museum – Paris, musée d’Orsay, 2013)
- Les Macchiaioli, 1850-1875. Des impressionnistes italiens ? (Paris, musée d’Orsay – Madrid, Fondation MAPFRE – 2013)
- Une passion française : la collection Marlene et Spencer Hays (Paris, musée d’Orsay, 2013)
- Manet. Ritorno a Venezia (Venise, Palais des Doges, 2013)
- Masculin/Masculin. L’homme nu dans l’art de 1800 à nos jours (Paris, musée d’Orsay, 2013)
- Félix Vallotton (1865 – 1925), Le feu sous la glace (Paris, Galeries nationales du Grand Palais – Amsterdam, musée Van Gogh – Tokyo, Mitsubishi museum – 2013-2014)
- Allegro Barbaro. Béla Bartók et la modernité hongroise, 1905-1920 (Paris, musée d’Orsay, 2013)
- 7 ans de réflexion. Dernières acquisitions (Paris, musée d’Orsay, 2014)
- Pierre Bonnard (1867—1947). Peindre l’Arcadie (Paris, musée d’Orsay – San Francisco Fine Arts Museums – 2015)
- Dolce vita ? Du Liberty au design italien 1900 – 1940 (Paris, musée d’Orsay – Rome, Palazzo delle esposizioni – 2015)
- Le douanier Rousseau. L’innocence archaïque. (Paris, musée d’Orsay, 2016)
- Charles Gleyre (1806-1874). Le romantique repenti. (Paris, musée d'Orsay, 2016)
- Spectaculaire Second Empire, 1852-1870. (Paris, musée d'Orsay, 2016)

### Programmation d'expositions

#### Direction du Musée des beaux-arts de Montréal (1998-2007)
- Le temps des nabis, (Montréal, Musée des beaux-arts de Montréal, 1998)
- Monet à Giverny, (Montréal, Musée des beaux-arts de Montréal, 1999)
- Cosmos : du Romantisme à l'Avant-garde (Montréal, Musée des beaux-arts de Montréal, 1999)
- Triomphes du baroque, (Montréal,Musée des beaux-arts de Montréal, 2000)
- De Renoir à Picasso : les chefs-d’œuvre du musée de l’Orangerie, (Montréal, Musée des beaux-arts de Montréal, 2000)
- Hitchcock et l'art, (Montréal, Musée des beaux-arts de Montréal, 2000)
- Picasso érotique, (Montréal, Musée des beaux-arts de Montréal, 2001)
- Aluminium et design, (Montréal, Musée des beaux-arts de Montréal, 2001)
- Grands maîtres italiens de Raphaël à Tiepolo : la collection du musée des Beaux-Arts de Budapest, (Montréal, Musée des beaux-arts de Montréal, 2002)
- Richelieu : L'art et le pouvoir, (Montréal, Musée des beaux-arts de Montréal, 2003)
- Riopelle, (Montréal, Musée des beaux-arts de Montréal, 2002)
- L'invitation au voyage : l’avant-garde française de Gauguin à Matisse, (Montréal, Musée des beaux-arts de Montréal, 2003)
- Édouard Vuillard, maître du post-impressionnisme (Montréal, Musée des beaux-arts de Montréal, 2003)
- Village global : les années 60, (Montréal, Musée des beaux-arts de Montréal, 2003)
- Jean Cocteau, (Montréal, Musée des beaux-arts de Montréal, 2004)
- Égypte éternelle : chefs-d’œuvre de l’art ancien du British Museum, (Montréal, Musée des beaux-arts de Montréal, 2005)
- Sous le soleil, exactement. Le paysage en Provence, du classicisme à la modernité, (Montréal, Musée des beaux-arts de Montréal, 2005)
- Catherine la Grande : un art pour l’Empire. Chefs-d’œuvre du musée de l’Ermitage de Saint-Pétersbourg, (Montréal, Musée des beaux-arts de Montréal, 2006)
- Il Modo Italiano. Design et avant-garde en Italie au XXe siècle, (Montréal, Musée des beaux-arts de Montréal, 2007)
- Il était une fois Walt Disney. Aux sources de l’art des studios Disney, (Montréal, Musée des beaux-arts de Montréal, 2007)

#### Présidence de l’Établissement public des musées d'Orsay et de l'Orangerie (depuis 2008)
- Picasso / Manet : Le déjeuner sur l'herbe, (Paris, musée d'Orsay, 2008)
- Masques. De Carpeaux à Picasso (Paris, musée d'Orsay, 2008)
- Le mystère et l'éclat. Pastels du musée d'Orsay (Paris, musée d'Orsay, 2008)
- L'image révélée, première photographie sur papier en Grande-Bretagne 1840-1860, (Paris, musée d'Orsay, 2008)
- Italiennes modèles, Hébert et les paysans du Latium (Paris, musée d'Orsay, 2009)
- Art Nouveau Revival, 1900. 1933. 1966. 1974. (Paris, musée d'Orsay, 2009)
- James Ensor (Paris, musée d'Orsay, 2009)
- Max Ernst, Une semaine de bonté - les collages originaux (Paris, musée d'Orsay, 2009)
- Oublier Rodin ? (Paris, musée d'Orsay, 2009)
- Renoir au XXe siècle, (Paris, Galeries nationales du Grand Palais, 2009)
- Voir l'Italie et mourir. Photographie et peinture dans l'Italie du XIXe siècle. (Paris, musée d'Orsay, 2009)
- Art nouveau et industrie du luxe en France (Tokyo, Nagasaki, Hiroshima, 2009)
- Birth of Impressionism. Masterpieces from the Musée d'Orsay (Madrid, San Francisco, Nashville – 2010)
- Crime et châtiment (Paris, musée d'Orsay, 2010)
- Heinrich Kühn, la photographie parfaite (Paris, musée national de l'Orangerie, 2010)
- L’impressionnisme. Une nouvelle renaissance (Madrid, San Francisco, Nashville, 2010)
- Jean-Léon Gérôme (1824-1904) L'Histoire en spectacle (Paris, musée d'Orsay, 2010)
- L’impressionnisme au fil de la Seine (Giverny, musée des Impressionnismes, 2010)
- Manet et le Paris moderne (Tokyo, Mitsubishi Ichigokan Museum, 2010)
- Maximilien Luce, néo-impressionniste. Rétrospective. (Giverny, musée des Impressionnismes, 2010)
- Meijer de Haan, le maître caché (Paris, musée d'Orsay, 2010)
- Claude Monet (1840-1926), (Paris, Grand Palais, 2010)
- Paul Klee (1879-1940). La collection d'Ernst Beyeler (Paris, musée de l'Orangerie, 2010)
- The Modern Woman. Dessins de Degas, Renoir, Toulouse-Lautrec, etc. Chefs-d’œuvre du musée d'Orsay (Vancouver Art Gallery, 2010)
- Beauté, morale et volupté (Paris, musée d'Orsay, 2011)
- L'Espagne entre deux siècles de Zuloaga à Picasso 1890-1920 (Paris, musée de l'Orangerie, 2011)
- Manet, inventeur du Moderne (Paris, musée d'Orsay, 2011)
- Odilon Redon. Prince du Rêve (Paris, Grand Palais, 2011)
- Une ballade d'amour et de mort : photographie préraphaélite en Grande-Bretagne, 1848-1875 (Paris, musée d'Orsay, 2011)
- Akseli Gallen-Kallela (1865-1931). Une passion finlandaise. (Paris, musée d'Orsay, 2012)
- Chaïm Soutine (1893-1943). L'ordre du chaos. (Paris, musée de l'Orangerie, 2012)
- Debussy, la musique et les arts (Paris, musée de l'Orangerie, 2012)
- Degas et le nu (Paris, musée d'Orsay, 2012)
- Felix Thiollier (1842-1914), photographies (Paris, musée d'Orsay, 2012)
- L’impressionnisme et la mode (Paris, musée d'Orsay, 2012)
- La médaille en France aux XIXe et XXe siècles. Au creux de la main (Paris, musée d'Orsay, 2012)
- Misia, reine de Paris (Paris, musée d'Orsay, 2012)
- Allegro Barbaro. Béla Bartok et la modernité hongroise 1905-1920. (Paris, musée d'Orsay, 2013)
- Félicie de Fauveau. L'amazone de la sculpture. (Paris, musée d'Orsay, 2013)
- Frida Kahlo / Diego Rivera. L'art en fusion. (Paris, musée de l'Orangerie, 2013)
- L'ange du bizarre. Le romantisme noir de Goya à Max Ernst. (Paris, musée d'Orsay, 2013)
- Une passion française. La collection Marlene et Spencer Hays (Paris, musée d'Orsay 2013)
- Les Macchiaioli 1850-1874. Des impressionnistes italiens ? (Paris, musée de l'Orangerie, 2013)
- Masculin/Masculin. L'homme nu dans l'art de 1800 à nos jours. (Paris, musée d'Orsay, 2013)
- 7 ans de réflexion. Dernières acquisitions. (Paris, musée d'Orsay, 2014)
- Emile Bernard (1868-1910) (Paris, musée de l'Orangerie, 2014)
- Gustave Doré (1832-1883). L'imaginaire au pouvoir. (Paris, musée d'Orsay, 2014)
- Carpeaux (1827-1875), un sculpteur pour l'Empire (Paris, musée d'Orsay, 2014)
- Les archives du rêve, dessins du musée d'Orsay : carte blanche à Werner Spies (Paris, musée de l'Orangerie, 2014)
- Paul Durand-Ruel. Le pari de l'impressionnisme. Manet, Monet, Renoir… (Paris, musée du Luxembourg, 2014)
- Sade. Attaquer le soleil. (Paris, musée d'Orsay, 2014)
- Van Gogh/ Artaud (Paris, musée d'Orsay, 2014)
- Adolfo Wildt (1868-1931), le dernier symboliste. (Paris, musée de l'Orangerie, 2015)
- Autoportraits du musée d'Orsay (Nancy, musée des Beaux-Arts, 2015)
- Degas, un peintre impressionniste ? (Giverny, musée des Impressionnismes, 2015)
- Dolce Vita ? Du Liberty au design italien (1900-1940) (Paris, musée d'Orsay, 2015)
- Pierre Bonnard. Peindre l'Arcadie. (Paris, musée d'Orsay, 2015)
- Qui a peur des femmes photographes ? 1839-1945. (Paris, musées d'Orsay et de l'Orangerie, 2015)
- Splendeurs et misères. Images de la prostitution, 1850-1910 (Paris, musée d'Orsay, 2015)
- Le douanier Rousseau. L’innocence archaïque. (Paris, musée d’Orsay, 2016)
- Charles Gleyre (1806-1874). Le romantique repenti. (Paris, Musée d'Orsay, 2016)
- Spectaculaire Second Empire, 1852-1870. (Paris, musée d'Orsay, 2016)
- Frédéric Bazille (1841-1870). La jeunesse de l'impressionnisme. (Paris, musée d'Orsay, 2016)

## Publications

### En français
- Décor et mises en scène à l'opéra de Paris de 1875 à 1900, Guy Cogeval, Paris, (1981).
- La Vie de bohème. Luce Abélès, Guy Cogeval. Collection Les dossiers du musée d'Orsay. Éditions Réunion des musées nationaux (1986).
- Le Post-Impressionnisme. Guy Cogeval, Nouvelles Éditions Françaises, (1986).
- Triomphe et mort du héros : la peinture d'histoire en Europe de Rubens à Manet : une exposition. Ekkehard mai, Anke Repp-Eckert, Guy Cogeval, Philippe Durey. Éditions Electa-Musée des Beaux-Arts de Lyon (1988).  (ISBN 8843524801)
- Edouard Vuillard. André Chastel, Guy Cogeval, Ann Dumas. Catalogue de l'Exposition, Lyon, Barcelone et Nantes. Flammarion (1990).  (ISBN 978-2080117304).
- Hommage à André Chastel. Revue de l’art 93 (1991) Guy Cogeval et Philippe Morel. "Entretien avec André Chastel": (p. 78-87)
- Bonnard. Guy Cogeval. Hazan (1993)
- La logique de l'inaltérable : Histoire du Musée National des Monuments français, Guy Cogeval et Gilles Genty. Paris, Musée National des Monuments français (1993).
- L'Architecture de la Renaissance italienne ; préface par Guy Cogeval. Publications Nuit et Jour, Paris, (1995)
- Le Temps des nabis, Guy Cogeval. Éditions Musée des beaux-arts de Montréal, (1998)
- Hitchcock et l'art, coïncidences fatales. Guy Cogeval, Dominique Païni. Mazzotta Edizione (2001)
- Le Musée des beaux-arts, Montréal. Avant-propos de Guy Cogeval. Éditions Mercator, BNP Paribas (2001).  (ISBN 9782711842537)
- Vuillard : Le Temps détourné. Guy Cogeval. Coll. « Découvertes Gallimard / Arts » (no 178). Gallimard (1993, rééd. 2003, 2017)
- Vuillard. Le regard innombrable. Antoine Salomon, Guy Cogeval. Catalogue critique des peintures et pastels, 3 volumes. Éditions Skira (2004).  (ISBN 88-8491-110-9)
- Vuillard. Antoine Salomon, Guy Cogeval. Skira International Corporation (2005).
- « Vuillard : la peinture à l’œuvre » Le théâtre de l'Œuvre (1893-1900. Naissance du théâtre moderne. Isabelle Cahn, Guy Cogeval, Serge Lemoine, Antoine Terrasse ; éditions 5 continents (2005).  (ISBN 88-7439-209-5)
- Sous le soleil exactement. Peindre en Provence. Du classicisme à la modernité (1750-1920). Marie-Paule Vial, Guy Cogeval,. Éditions SNOEK (2005).  (ISBN 90-5349-521-5)
- « Bonnard en Arcadie » dans Bonnard et Matisse, cat. exp., Rome, 2006
- Italia Nova. Une aventure de l'art italien (1900-1950). Gabriella Belli, Guy Cogeval, Piergiovanni Castagnoli, Maria Vittoria Clarelli. Éditions Réunion des musées nationaux (2006).  (ISBN 2-7118-5076-5)
- Il Modo Italiano, Design et avant-garde en Italie au XXe siècle. Guy Cogeval et Giampiero Bosoni. Éditions Skira (2006).  (ISBN 8876245367).
- Riopelle. Guy Cogeval, Stéphane Aquin. Musée des beaux-arts de Montréal (2006)
- L'image révélée : Premières photographies sur papier en Grande-Bretagne (1840-1860). Dominique de Font-Réaulx, Roger Taylor, Guy Cogeval. Éditions Nicolas Chaudun (2008)
- Préface dans Max Ernst, « Une semaine de bonté », cat. exp., Paris, musée d’Orsay / Gallimard / Fundacion MAPFRE, (2009)
- Voir l'Italie et mourir : photographie et peinture dans l'Italie du XIXe siècle. Guy Cogeval, Urich Pohlmann et collectif (2009)
- « Aus Italien » dans Voir l’Italie et mourir, cat. exp., Paris, musée d’Orsay / Skira-Flammarion, (2009)
- De la scène au tableau. Guy Cogeval, Béatrice Avanzi et collectif. Flammarion (2009)
- Préface dans James Ensor, cat. exp., Paris, musée d’Orsay / RMN, (2009)
- Préface dans Oublier Rodin ? La sculpture de 1905 et 1914, cat. exp., Paris, musée d’Orsay / Éditions Hazan / Fundacion Mapfre, (2009)
- « Monet entier », dans Claude Monet (1840 – 1926), cat.exp., Grand Palais, Orsay / RMN, (2010)
- « Une beauté exacte et perverse », dans Jean-Léon Gérôme, l’Histoire en spectacle, cat.exp., Skira, (2010)
- « Un mythe inextinguible : Salomé de Wilde, Beardsley, Strauss, Nazimova », entretien avec Stéphane Guégan dans Beauté, morale et volupté dans l’Angleterre d’Oscar Wilde, cat.exp., Skira / Flammarion, (2011)
- « Vuillard versus Redon. Fleurs de rêve et rêve de fleurs », dans Odilon Redon, cat. exp., Paris, Musée d’Orsay / RMN, (2011)
- « Looking for Pelléas. Le chef-d’œuvre de Debussy, aux risques de la scène », entretien avec Stéphane Guégan, & « Puisqu’il faut bien commencer par quelques mots », dans Debussy. La musique et les arts, cat. exp., Musée d’Orsay / Skira Flammarion, (2012)
- « Vuillard amoureux : ses années Misia », in Misia. Reine de Paris, cat. exp., Musée d’Orsay / Gallimard, (2012)
- « Entretien entre Guy Cogeval et Robert Carsen », & « James Tissot, Le Cercle de la rue Royale », avec Stéphane Guégan, dans  L’Impressionnisme et la Mode, cat. exp., Musée d’Orsay / Skira Flammarion, (2012)
- « Sont-ils des impressionnistes italiens? », dans cat. exp. Les Macchiaioli. Des impressionnistes italiens?, Musée d’Orsay / Skira Flammarion, (2013)
- « Le Surmâle », dans Masculin/Masculin, l’homme dans l’art de 1800 à nos jours, cat. exp., Musée d’Orsay / Flammarion, (2013)
- «L’Helvèteunderground », dans Félix Vallotton. Le Feu sous la glace, cat. exp., Réunion des musées nationaux – Grand Palais, (2013)
- « Transcendance du délire », dans cat.exp. Van Gogh/ Artaud. Le suicidé de la société, Paris, Musée d’Orsay/Skira, (2014)
- « Nouvel Orsay. Les habits neufs d’une collection ancienne », dans cat.exp. Naissance de l’Impressionnisme : la liberté de peindre. Collections du musée d’Orsay, Tokyo, The Yomiuri Shimbun, (2014)
- « Sade à Orsay. Et pourquoi pas? », dans cat.exp. Sade. Attaquer le soleil, Musée d’Orsay / Gallimard (2014)
- « Orsay, sept ans de réflexion », entretien avec Annie Dufour, dans Sept ans de réflexion. Dernières acquisitions du musée d’Orsay, cat. exp., Musée d’Orsay / Skira (2014)
- « Bonnard, le chat à sept vies », dans Bonnard (1867-1947). Peindre l’Arcadie, cat. exp., Musée d’Orsay / Hazan (2015)
- « Italie 1900 – 1940 » & « Un tropisme joyeux vers le néant », dans Dolce vita? Du Liberty au design italien (1900 – 1940), cat.exp., Musée d’Orsay / Skira (2015)
- « Deux ou trois bonnes raisons d’aimer Adolfo Wildt », dans Adolfo Wildt (1868 – 1931). Le dernier symboliste, cat. exp., Musée d’Orsay / Skira 2015
- « Qui a encore peur des femmes photographes? », dans cat. exp. Qui a peur des femmes photographes ?, Musée d’Orsay/ Hazan (2015).
- « Une promenade avec Claude Monet : les surprises de la Normandie », dans cat.exp. Monet, Skira (2015)
- Le douanier Rousseau. L’innocence archaïque, Hazan, 2016

### Autres langues
- Debussy e il simbolismo. François Lesure et Guy Cogeval. Flli Palombi (Roma) (1984)
- Witkin. Photographs by Joel-Peter Witkin. Guy Cogeval. Éditions Baudouin Lebon (1993)
- Postimpressionists. Guy Cogeval. Alpine Fine Arts Collection (1998)
- Vuillard: Post-Impressionist Master. Guy Cogeval. Harry N. Abrams (2002)
- Edouard Vuillard. Guy Cogeval. Yale University Press (2003)
- Vuillard, Master of the intimate interior. Guy Cogeval. Thames and Hudson (2005)
- Gauguin: Y Los Origenes Del Simbolismo. Guy Cogeval, Richard Shiff, Guillermo Solona. Nerea Édition (2008)
- A History of Photography: The Musee d'orsay Collection. Guy Cogeval, Francoise Heilbrun, Dominique de Font-Réaulx, Michel Frizot. Collection Art Monographs. Flammarion (2008)
- « Il demone della scena. Teatro e pittura da David a Wagner » & “Fra Maeterlinck e Ibsen. Vuillard al Teatro dell’Oeuvre” dans Dalla Scena al dipinto, Mart (2010)
- « Al di là dell’Impressionismo » & « Le Collezioni del Musée d’Orsay tra storia, passione e attualità », dans La Rivoluzione dello sguardo – capolavori impressionisti e post-impressionisti dal Musée d’Orsay, cat. exp., Rovereto, MART, (2011)
- « Mảs allả del impresionismo », dans Impresionistas y Postimpresionistas. Il nacimiento del arte modern. Obras maestras del musée d’Orsay, cat. exp., TF Editores, (2013)
- « Venere di Urbino e Olympia : due donne scandalose », avec Isolde Pludermacher, dans Manet. Ritorno a Venezia, Skira, (2013)
- « Il gioco delle coppie », Entretien avec Pierre Boulez à propos de Béla Bartók, avec Claire Bernardi et Annie Dufour, dans Allegro Barbaro. Béla Bartók et la modernité hongroise, 1905-1920, cat.exp., Musée d’Orsay / Hazan, (2013)
- « Orsay: Portrait of a Museum », dans Faces of Impressionism. Portraits from the Musée d’Orsay, cat. exp., Kimbell Art Museum, (2014)
- « Il Nuovo Orsay. La veste nuova di una collezione antica », dans cat. exp. Musée d’Orsay. Capolavori, Rome, Skira, (2014)
- « Rousseau o del candore arcaico », avec Gabriella Belli, dans Henri Rousseau. Il candore arcaico, cat. exp., 24 Ore Cultura, (2015)
- « El arte vulgar », entretien avec Côme Fabre, dans cat. exp. El canto del cisne. Pinturas académicas del Salon de Paris, Fondation MAPFRE, (2015)

## Films
- Le sublime et la férocité : Brutus de David[72], film de Gilles Delavaud et Guy Cogeval, Louvre-Films d'Ici, 1989, (26 min)[73].
- André Chastel : un sentiment de bonheur. Entretiens filmés avec Guy Cogeval et Philippe Morel, réalisation Edgardo Cozarinsky, Les Films d’ici, 1990, rééd. Musée du Louvre, 1993[74].

## Distinctions
- 2006 :  Officier de l'Ordre national du Québec[75].
- 2008 :  Officier de l'ordre des Arts et des Lettres[76].
- 2014 :  Commandeur de l'ordre des Arts et des Lettres[77].
- 2015 :  Commandeur de l'ordre de l'Étoile d'Italie[78].
- 2015 : lauréat du diploma honoris causa de l’Académie Albertina de Turin[79].
- 2016 :  Officier de l'ordre d'Isabelle la Catholique[80].
- 2016 : prix du Rayonnement culturel 2016 dans le cadre du grand prix Rayonnement français[81].
- janvier 2017 :  Officier de la Légion d'honneur[82]. Il était chevalier du 31 décembre 2003[83].